# Касымалиева, Шайыргуль Зарлыковна
Шайыргуль Зарлыковна Касымалиева (кирг.  Шайыргүл Зарлыковна Касымалиева; 9 апреля 1967, Рыбачье) — киргизская актриса театра и кино. Заслуженная артистка Киргизии (2002).  

## Биография
Родилась в семье актёров. После окончания средней школы во Фрунзе в 1984—1989 годах училась в Высшем театральном училище им. М. С. Щепкина.С 1989 года служила в ТЮЗе г. Фрунзе.
С 1991 года выступает на сцене Кыргызского национального академического драматического театра имени Т. Абдумомунова.Первой ролью в кино стала роль Сейде в фильме «Плач перелетной птицы» (режиссёр Б.Карагулов) по повести Чингиза Айтматова «Лицом к лицу».

## Избранные театральные роли
- Гулусун (М. Байджиев, «Жених и невеста»)
- Колукту (Ж. Кулмамбетов, «Манас мой, родной!»)
- Майраш (Ж. Кулмамбетов, «Просто Майраш»)
- Джульетта (Шекспир, «Ромео и Джульетта»)
- Калмак ханышасы (М. Абылкасымова, К.Иманалиев, «Атаке-батыр»)
- Жургунчу аял (М. Байджиев, «Поезд дальнего следования»)
- Белина, вторая жена Аргана (Мольер, «Мнимый больной»)
- Алтун (Ч. Айтматов, «Белое облако Чингизхана»)

## Избранная фильмография
- 1987 — Плач перелётной птицы — Сейде
- 1992 — Мастер востока
- 1992 — Плакальщица
- 2007 — У любви свои небеса